# Французька весна в Україні
Французька весна в Україні (фр. Le Printemps français en Ukraine) — щорічний фестиваль французької культури в Україні. Кожного квітня фестиваль пропонує різноманітну програму в сфері образотворчого мистецтва, кіно, літератури та інших галузей культури. «Французька весна» відбувається у Києві та в багатьох інших містах України — Дніпропетровську, Донецьку, Харкові, Львові та Одесі.

## Загальна інформація про фестиваль

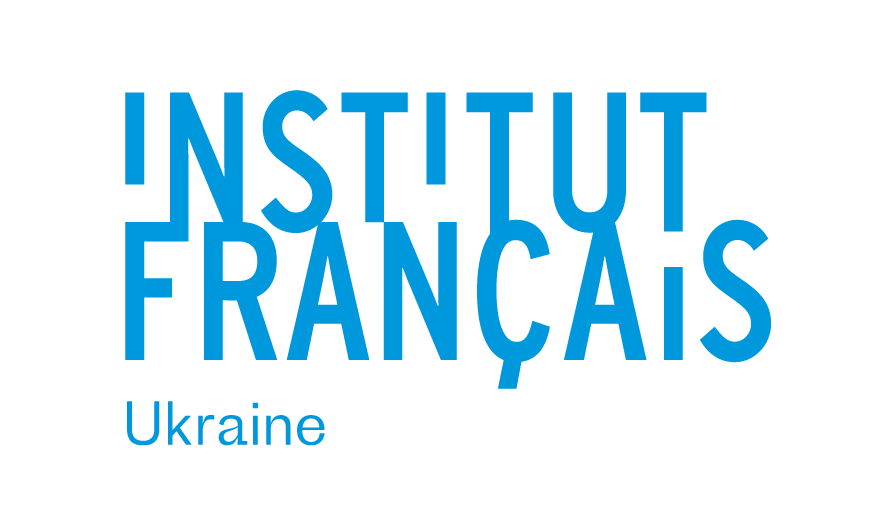
Французький Інститут в Україні

Посольство Франції в Україні

«Французька весна» проводиться Французьким культурним центром, Альянс Франсез і Посольством Франції в Україні з 2004 року. Фестиваль традиційно включає різноманітну кінопрограму (Фестиваль допрем'єрних показів, ретроспективи і нічний марафон короткометражного кіно «Довга ніч короткого метра», зустрічі з майстрами французького кіномистецтва), театральні вистави, концерти музичних колективів, художні виставки тощо.
Починаючи з 2006 року, співорганізатором всіх кіноподій «Французької Весни» є компанія Артхаус Трафік.

## Характеристика фестивалів

### 2004 рік
Початок програми в Києві. За роки свого існування ця подія стала важливим місцем зустрічей і для української публіки, яка охоче відкриває для себе винахідливість та розмаїття французьких митців, і для мистецтвознавців та знавців театрального мистецтва, для яких це — нагода зустрітися зі своїми французькими колегами.

### 2005 рік
«Французька весна» включала виставки, концерти, кінопокази, вистави, майстер-класи, зустрічі, дискусії, презентації і Кубок Посла Франції з регбі. На відміну від попереднього року, з новинками культури і мистецтва сучасних французьких майстрів можна було ознайомитися не тільки у Києві, але і в Одесі, Харкові, Львові, Дніпропетровську, Одесі, Запоріжжі, Донецьку.
Програма фестивалю була наступною:
- Перший міжнародний фестиваль франкомовних студентських театрів України, який стартував 28 березня 2005 року
- Вистава «Соло» — трупа сучасного балету «Кафіг» репрезентувала оригінальний жанр: артисти виконували хіп-хоп під класичну музику
- Сім картин допрем'єрного показу
- Виставка плакатів відомого майстра графіки Філіппа Апелуага
- «Спектакль вогню» — феєричне шоу тулузьких музикантів гурту «Ударні десантники», що відбулося на Майдані незалежності 3 квітня 2005 року: Особливе місце в програмі фестивалю було відведено книжці. Унікальне подарункове видання надрукувало видавництво «Кальварія» за підтримки Програми «Сковорода» — це український переклад з давньофранцузької мови відомого роману Франсуа Рабле «Гаргантюа і Пантагрюель». Книга оформлена графікою київського художника Михайла Александрова. Однією з великих проблем сьогоднішньої Європи є мовна проблема і випуск «Словника європейських філософій: лексикон неперекладних понять», на думку організаторів, допоможе в роботі перекладачам

### 2007 рік
Програма, яку пропонували лише у великих містах України — у Дніпропетровську, Донецьку, Харкові, Києві, Львові та Одесі — поширилася на інші міста, менші за розміром. Заходи, організовані у тісному співробітництві з Альянс Франсез, представлені з-поміж інших у Луганську, Рівному, Севастополі, Запоріжжі.

### 2013 рік
10-й ювілейний фестиваль представив багату мистецьку програму — як оригінальні проекти з Франції, так і цікаві спільні франко-українські новації.
Фестиваль відкрився 2 квітня в 20.00 в у Києві в Національному Ботанічному саду ім. Гришко вуличною виставою «Вогні» від компанії «La Machine». Кульмінацією дійства стало велике піротехнічне шоу.
Зірка 10-го фестивалю — всесвітньо відомий драматург Ерік-Емманюель Шмітт. Французький театр Roseau представив на суд українського глядача спектакль «Маленькі подружні злочини» Шмітту .
Гучна прем'єра фільму «Мебіус», цикл «Шукайте шпигуна», кіно-концерт «Жорж Мельєс» і багато інших сюрпризів подарувала Панорама французького кіно. І, звичайно, увазі публіки були представлені чудові проекти в області візуального мистецтва — Яків Шапіро в Національному художньому музеї, фотографії з легендарної колекції Air France, стріт-арт і проект навколо 100-річчя квадрата Малевича.

### 2014 рік
Девізом 11-ї Французької весни в 2014 році стало висловлювання «Весна ідей».
Фактично низку подій «Французької весни» відкрила виставка чорно-білих фоторобіт в стилі ню відомого французького фотографа Жанлу Сьеффа, яка презентована в галереї «Brucie Collections» з 20 березня.
11 квітня відбулося відкриття виставки «Архіви» українського художника Микити Кравцова та майстрів групи «La cellule» в арт-центрі «Я Галерея». Також у Львові з 14 квітня працювала фотовиставка Ферранте Ферранті «Пінзель і Європа епохи бароко».
Кінопрограмма «Французької весни» відзначилася такими картинами як «Вісельники» Ентоні Марсіано, «Мизерере» Сильвена Вайта, «Аттіла Марсель» Сильвена Шоме, «Зупинись або я продовжу» Софі Фієра, «Китайська головоломка» Седріка Капіша, «Набережна Орсе» Бертрана Таверньє, «Дипломатія» Фолькера Шльондорфа і «Жаки в королівстві жінок» Ріад Сатуфа. Відкрила секцію кіно картина Джеліл Леспер «Ів Сен Лоран».
В рамках «Французької весни» на Андріївському узвозі презентували вже закінчене 15-метрове графіті. Це спільна робота художника з Севастополя Олексія Кислова і француза Жюльєна Маллана. Графіті вже охрестили «Відродження України».
Вперше в рамках «Весни» організовані профільні зустрічі діячів культури та освітньої сфери з України та Франції. «Живий» спектакль (театр, танець, цирк…) і умови для його подальшого розвитку стали основною темою обговорення діячів культури. На профільних зустрічах також обговорили можливості співпраці між університетами 

## Архів «Французької весни» в мережі Інтернет
1. ФРАНЦУЗЬКА ВЕСНА 2015 — Програма заходів
2. Французька Весна в Україні
3. Офіційний сайт фестивалю Французька весна в 2024